# Puig del Sucre
El Puig del Sucre és una muntanya de 570 metres que es troba entre els municipis d'Argelaguer i de Sant Ferriol, a la comarca catalana de la Garrotxa.